# Tesfaldet Tekie Tsada
Tesfaldet Tekie Tsada (ur. 6 grudnia 1969 w Hebo) – amerykański duchowny erytrejski, wizytator apostolski dla wiernych Kościoła katolickiego obrządku erytrejskiego w Stanach Zjednoczonych Ameryki i Kanadzie od 2022.

## Życiorys
Święcenia kapłańskie otrzymał 26 października 1997. Był m.in. przełożonym wspólnoty Synów św. Anny w Nairobi, a także duszpasterzem wiernych obrządku erytrejskiego w Kenii i w Los Angeles. 19 stycznia 2022 decyzją papieża Franciszka został wizytatorem apostolskim dla wiernych rytu erytrejskiego w USA i Kanadzie. 